# Hamilton Motors Company
Hamilton Motors Company war ein US-amerikanischer Hersteller von Kraftfahrzeugen.

## Unternehmensgeschichte
Guy Hamilton hatte die Alter Motor Car Company geleitet. Nach deren Bankrott gründete er das neue Unternehmen in Grand Haven in Michigan. Er setzte die Produktion fort. Personenkraftwagen entstanden nur 1917 und hießen Hamilton. Lastkraftwagen wurden erst als Panhard und zum Schluss als Apex vermarktet. 1921 endete deren Produktion.

## Pkw
Im Angebot stand nur das Model A-14. Es entsprach weitgehend einem Modell von Alter. Der Vierzylindermotor leistete 28 PS. Das Fahrgestell hatte 284 cm Radstand. Der einzige Aufbau war ein offener Tourenwagen mit fünf Sitzen.
Ein Modell mit einem Sechszylindermotor wurde zwar angekündigt, aber nicht fertiggestellt.